# Saltos ornamentais nos Jogos Olímpicos de Verão de 2016 - Trampolim 3 m individual feminino
A competição do trampolim de 3 m individual feminino dos saltos ornamentais nos Jogos Olímpicos de 2016 realizou-se entre os dias 12 e 14 de agosto no Parque Aquático Maria Lenk, na Barra da Tijuca, Rio de Janeiro.

## Formato
A competição consistiu de três fases, sem acumulação de pontuação entre elas:
- Preliminares: todas as 29 saltadoras fizeram cinco saltos, com as 18 melhores no somatório apuradas a semifinal.
- Semifinal: As 18 qualificadas fizeram mais cinco saltos.
- Final: As 12 melhores saltadoras na soma da semifinal fizeram mais cinco saltos, para discutir as medalhas para as três primeiras.

## Calendário
Os horários são pelo fuso de Brasília (UTC−3).
| Data                      | Hora  | Ronda        |
| ------------------------- | ----- | ------------ |
| Sexta-feira 12, de agosto | 18:30 | Preliminares |
| Sábado, de 13 agosto      | 19:00 | Semifinal    |
| Domingo, de 14 agosto     | 19:00 | Final        |

## Medalhistas
| Ouro   | CHN Shi Tingmao    |
| Prata  | CHN He Zi          |
| Bronze | ITA Tania Cagnotto |

## Resultados
A vitória e correspondente título olímpico foi da chinesa Shi Tingmao, que superou a compatriota He Zi. O bronze foi para a italiana Tania Cagnotto.
| Pos.              | Saltadora               | Preliminares | Preliminares | Semifinal   | Semifinal   | Final       | Final       | Final       | Final       | Final       | Final       | Final       |
| Pos.              | Saltadora               | Pontos       | Pos.         | Pontos      | Pos.        | Salto 1     | Salto 2     | Salto 3     | Salto 4     | Salto 5     | Pontos      | Pos.        |
| ----------------- | ----------------------- | ------------ | ------------ | ----------- | ----------- | ----------- | ----------- | ----------- | ----------- | ----------- | ----------- | ----------- |
| Medalha de ouro   | CHN Shi Tingmao         | 357.55       | 3            | 385.00      | 1           | 81.00       | 81.00       | 84.00       | 79.05       | 81.00       | 406.05      | 1           |
| Medalha de prata  | CHN He Zi               | 367.05       | 2            | 364.05      | 2           | 81.00       | 81.00       | 74.40       | 76.50       | 75.00       | 387.90      | 2           |
| Medalha de bronze | ITA Tania Cagnotto      | 347.30       | 4            | 324.40      | 7           | 76.50       | 75.00       | 71.30       | 69.00       | 81.00       | 372.80      | 3           |
| 4                 | CAN Jennifer Abel       | 373.00       | 1            | 343.45      | 3           | 76.50       | 69.00       | 72.85       | 79.90       | 69.00       | 367.25      | 4           |
| 5                 | AUS Maddison Keeney     | 323.35       | 9            | 326.35      | 4           | 64.50       | 64.50       | 60.00       | 79.05       | 81.60       | 349.65      | 5           |
| 6                 | AUS Esther Qin          | 347.25       | 5            | 315.65      | 10          | 72.00       | 65.10       | 67.50       | 67.50       | 72.00       | 344.10      | 6           |
| 7                 | CAN Pamela Ware         | 329.10       | 7            | 318.25      | 9           | 63.00       | 66.65       | 67.50       | 73.50       | 52.50       | 323.15      | 7           |
| 8                 | GBR Grace Reid          | 304.95       | 14           | 314.25      | 11          | 63.00       | 65.10       | 58.50       | 64.50       | 67.50       | 318.60      | 8           |
| 9                 | GER Nora Subschinski    | 302.05       | 16           | 308.25      | 12          | 63.00       | 65.10       | 63.00       | 58.50       | 67.50       | 317.10      | 9           |
| 10                | MAS Ng Yan Yee          | 299.05       | 17           | 324.75      | 5           | 67.50       | 65.10       | 67.50       | 40.50       | 66.00       | 306.60      | 10          |
| 11                | UKR Olena Fedorova      | 318.10       | 10           | 321.00      | 8           | 63.00       | 58.50       | 57.00       | 58.80       | 67.50       | 304.80      | 11          |
| 12                | USA Abigail Johnston    | 333.60       | 6            | 324.75      | 5           | 67.50       | 60.00       | 41.85       | 67.50       | 66.00       | 302.85      | 12          |
| 13                | USA Kassidy Cook        | 327.75       | 8            | 304.35      | 13          | Não avançou | Não avançou | Não avançou | Não avançou | Não avançou | Não avançou | Não avançou |
| 14                | NED Uschi Freitag       | 317.10       | 11           | 298.95      | 14          | Não avançou | Não avançou | Não avançou | Não avançou | Não avançou | Não avançou | Não avançou |
| 15                | RUS Kristina Ilinykh    | 304.05       | 15           | 295.20      | 15          | Não avançou | Não avançou | Não avançou | Não avançou | Não avançou | Não avançou | Não avançou |
| 16                | MEX Dolores Hernández   | 295.20       | 18           | 293.05      | 16          | Não avançou | Não avançou | Não avançou | Não avançou | Não avançou | Não avançou | Não avançou |
| 17                | GER Tina Punzel         | 307.95       | 13           | 291.60      | 17          | Não avançou | Não avançou | Não avançou | Não avançou | Não avançou | Não avançou | Não avançou |
| 18                | UKR Anastasiia Nedobiga | 309.50       | 12           | 290.15      | 18          | Não avançou | Não avançou | Não avançou | Não avançou | Não avançou | Não avançou | Não avançou |
| 19                | ITA Maria Marconi       | 292.95       | 19           | Não avançou | Não avançou | Não avançou | Não avançou | Não avançou | Não avançou | Não avançou | Não avançou | Não avançou |
| 20                | GBR Rebecca Gallantree  | 286.65       | 20           | Não avançou | Não avançou | Não avançou | Não avançou | Não avançou | Não avançou | Não avançou | Não avançou | Não avançou |
| 21                | MAS Cheong Jun Hoong    | 282.25       | 21           | Não avançou | Não avançou | Não avançou | Não avançou | Não avançou | Não avançou | Não avançou | Não avançou | Não avançou |
| 22                | MEX Melany Hernández    | 279.45       | 22           | Não avançou | Não avançou | Não avançou | Não avançou | Não avançou | Não avançou | Não avançou | Não avançou | Não avançou |
| 23                | COL Diana Pineda        | 276.90       | 23           | Não avançou | Não avançou | Não avançou | Não avançou | Não avançou | Não avançou | Não avançou | Não avançou | Não avançou |
| 24                | NZL Elizabeth Cui       | 273.30       | 24           | Não avançou | Não avançou | Não avançou | Não avançou | Não avançou | Não avançou | Não avançou | Não avançou | Não avançou |
| 25                | CRO Marcela Marić       | 271.40       | 25           | Não avançou | Não avançou | Não avançou | Não avançou | Não avançou | Não avançou | Não avançou | Não avançou | Não avançou |
| 26                | RUS Nadezhda Bazhina    | 252.00       | 26           | Não avançou | Não avançou | Não avançou | Não avançou | Não avançou | Não avançou | Não avançou | Não avançou | Não avançou |
| 27                | BRA Juliana Veloso      | 240.90       | 27           | Não avançou | Não avançou | Não avançou | Não avançou | Não avançou | Não avançou | Não avançou | Não avançou | Não avançou |
| 28                | EGY Maha Amer           | 238.55       | 28           | Não avançou | Não avançou | Não avançou | Não avançou | Não avançou | Não avançou | Não avançou | Não avançou | Não avançou |
| 29                | RSA Julia Vincent       | 220.30       | 29           | Não avançou | Não avançou | Não avançou | Não avançou | Não avançou | Não avançou | Não avançou | Não avançou | Não avançou |